# Isolepis fluitans
Isolepis fluitans — вид квіткових рослин родини осокових (Cyperaceae). Ареал: Західна та Центральна Європа (Данія, Великобританія, Норвегія, Швеція, Бельгія, Німеччина, Нідерланди, Італія, Іспанія, Франція, Португалія), Африка (Ефіопія, Судан, Кенія, Танзанія, Уганда, Бурунді, Демократична Республіка Конго, Руанда, Мозамбік, Малаві, Замбія, Зімбабве, Лесото, Намібія, Есватіні, ПАР, Коморські острови, Мадагаскар, Реюньйон), Південна й Південно-Східна Азія (Індія, Шрі-Ланка, Індонезія [Ява]), Австралія, Нова Зеландія.

## Екологія
Населяє ставки, канави, озера, стоячі русла річок і струмків.

## Біоморфологічна характеристика

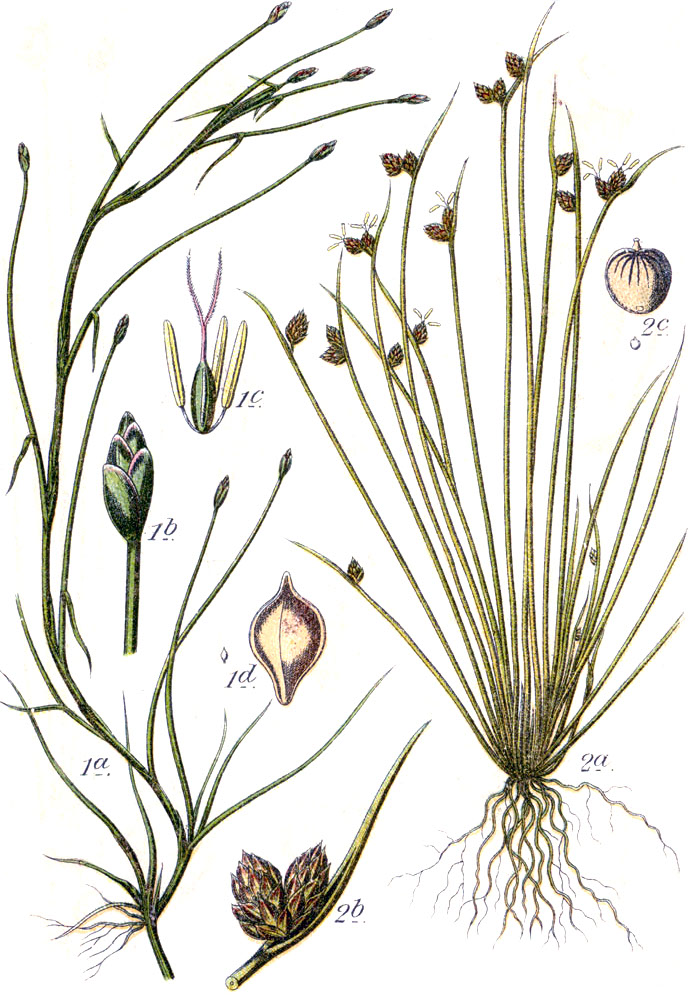
I. fluitans: 1

Багаторічна рослина, 5–70(100) см, гола, з коротким трав'янистим кореневищем. Стебла укорінені у вузлах, тонкі, м'які, лежачі, вкорінені або плавучі, розгалужені, 0.2–0.5 мм завтовшки, забезпечені у вузлах лінійним шилоподібним листком, плоским, до 10 см завдовжки. Поодиноке колосоподібне суцвіття розташоване на кінці довгого квітконіжки, що росте з пазухи листків. Колосочки дрібні (2.5–5 мм), зеленуваті, яйцеподібні, поодинокі на верхівці довгих квітконосів, що піднімаються разом з листям. Луски тупі, нижні більші. Тичинок (2)3. Приймочок 2. Сім'янка 0.9–1.5 × 0.6–0.8 мм, білувата, стиснута, від обернено-яйцюватої до еліптичної, гострувата, гладка.